# (21277) 1996 TO5
1996 تي أو 5 (ويعرف أيضًا باسم (21277) 1996 تي أو 5 وفق تسمية الكوكب الصغير) (بالإنجليزية: 1996 TO5)‏ هو كويكب ضمن حزام الكويكبات؛ وترتيبه 21277 من حيث الاكتشاف.
اكتُشف هذا الجُرم الفلكي بواسطة تعقب الأجرام القريبة من الأرض في 9 أكتوبر 1996.

## وصلات خارجية
- (21277) 1996 TO5 في قاعدة بيانات مختبر الدفع النفاث لأجرام النظام الشمسي الصغيرة

- الاكتشاف · مخطط المدار ·  العناصر المدارية · المعلمات المادية

- (21277) 1996 TO5 على موقع ويكي سكاي: DSS2, SDSS, GALEX, IRAS, Hydrogen α, X-Ray, Astrophoto, Sky Map, Articles and images